# Муртазаев, Каюм Муртазаевич
Каю́м Муртаза́евич Муртаза́ев (узб. Qayum Murtazoevich Murtazoev; 14 августа 1926, Канибадам, Канибадамский район, Ходжентский округ, Узбекская ССР, СССР — 25 мая 1982, Ташкент, Узбекская ССР, СССР) — советский узбекский государственный и комсомольско-партийный деятель.

## Биография
Родился 14 августа 1926 года в городе Канибадам Таджикской ССР. Учился в средней школе № 1 им. Н.Нариманова, г. Канибадама (1934-42 гг.). Окончил физико-математический факультет Ферганского государственного педагогического института (1944-48 гг.). В институте занимался общественной работой, и после получения диплома принят на работу в Ферганский городской комитет комсомола. Член ВЛКСМ с 1942 г. Член ВКП (б) (КПСС) с 1948 г.
- 1942-43 гг. — рабочий базы конторы «Узбплодоовощ», г. Ферганы,
- 1947-48 гг. — 2-й секретарь Ферганского горкома ЛКСМ Узбекистана,
- 1948-50 гг. — 1-й секретарь Ферганского горкома ЛКСМ Узбекистана,
- 1950-51 гг. — 2-й секретарь Ферганского обкома ЛКСМ Узбекистана,
- 1951-52 гг. — 1-й секретарь Ферганского обкома ЛКСМ Узбекистана,
- 1952 г. — секретарь ЦК ВЛКСМ Узбекистана по кадрам,
- 1952-58 гг. — 1-й секретарь ЦК ВЛКСМ Узбекистана,
- 1958-60 гг. — секретарь ЦК ВЛКСМ, курировал союзные республики,
- 1960-65 гг. — 1-й секретарь Ташкентского горкома партии,
- 1965-77 гг. — 1-й секретарь Бухарского обкома партии,
- 1977-82 гг. — Председатель государственного комитета труда и социального обеспечения Узбекской ССР.

Член ЦК ВЛКСМ (1954-62 гг.). Член ЦК КП Узбекистана. Депутат Верховного Совета СССР и УзССР.
Каюма Муртазаева одного из самых преданных и верных своих соратников и сподвижников, Шараф Рашидов снял с должности первого секретаря Бухарского обкома партии неожиданно и, скорее всего, по какому-то несправедливому навету. И не просто снял, а нанёс ему очень тяжёлую обиду так как всем было хорошо известно, что он был одним из тех, кого принято называть «настоящим коммунистом» и о которых народ хранит добрую память.

## Высказывания
Михаил Горбачев — советский, российский государственный, политический и общественный деятель. Последний генеральный секретарь ЦК КПСС. Первый и последний Президент СССР.

 Вскоре и сам Муртазаев, в котором узбекский лидер (Ш.Рашидов) усмотрел соперника, пал жертвой. Его перевели в Ташкент, назначили председателем Комитета по трудовым резервам, убрав таким образом из политической сферы. Потом и вовсе Каюм оказался в изоляции, все это подорвало его силы, и он ушёл из жизни. «Жизнь и реформы» 
Николай Месяцев — советский государственный и партийный деятель, председатель Государственного комитета Совета Министров СССР по радиовещанию и телевидению:

 Перед мысленным взором проходит целая плеяда перспективных политиков. Первым убрали с поста секретаря Московского горкома Николая Егорычева после его критического выступления на Пленуме ЦК. Затем сняли Владимира Семичастного с должности председателя КГБ. После были освобождены зав. отделом ЦК Владимир Степаков, лидер ленинградских коммунистов Василий Толстиков, украинский секретарь Василий Дрозденко, Николай Родионов из Челябинска, Каюм Муртазаев из Бухары, Георгий Тер-Газарянц из Армении, Дмитрий Горюнов — гендиректор ТАСС, Рафик Нишанов — секретарь ЦК из Узбекистана… Позже вывели из состава Политбюро Александра Шелепина… Кого в глубинку, кого в дипссылки. Казалось, все последние силы «стареющие вожди» отдают не управлению государством, а разработкам комбинаций по отставкам. «Горизонты и лабиринты моей жизни» 
Игорь Губерман — известный советский и израильский писатель, поэт:

 Когда мельчают политики и не остается более государственных мужей, способных мыслить масштабно и проявляющих действительную заботу о народе на деле, только тогда постепенно начинаешь осознавать всё величие и значимость скромных людей, которым в относительно недавнем прошлом была доверена судьба этого самого народа. Одним из которых и являлся Каюм Муртазаевич Муртазаев. «Штрихи к портрету» 
Валерий Выжутович — известный советский российский журналист, писатель, политический обозреватель «Российской газеты»:

 … подкатило к горлу, обожгло: умер Каюм Муртазаев. … Покойный не терпел славословия, всякой парадной трескотни, награждений, юбилеев, всего того, чем так избыточно богата была жизнь республики … С кончиной Муртазаева оборвалась какая-то важная, дорогая часть жизни и самого Буриева. Муртазаев был его олицетворенной совестью, живым оплотом веры. Когда уходят такие люди… Как там у поэта: «Нету их — и все разрешено» «Временщики и современники» — Катехизис Буриева 
Кахаров Аброл — один из опытных специалистов по золотодобычи в бывшем СССР, бывший директор объединения «Узбекзолото», доктор экономических наук, профессор, лауреат Государственной премии СССР:

 Каюм Муртазаевич был самым ярким комсомольско-партийным работником Узбекистана. Я относился к нему с особой симпатией. В республике не было ему равных в организаторском таланте, ораторском искусстве, искренности служению идеалам коммунистического строительства. Он был остр на язык, нетерпим к недостаткам, смел и откровенен в высказываниях. «Самородок — Зарапетян З. П.» 
Федор Раззаков — российский писатель и журналист:

 «И у Муртазаева полно недостатков, но в том, что он подхалим, я не согласен. Побольше бы таких „подхалимов“, как Каюм Муртазаев!». Последняя фраза вызвала аплодисменты присутствующих, многие из которых знали Муртазаева как прямого и принципиального руководителя. Коррупция в Политбюро: Дело «красного узбека» 
В. А. Привалов — лауреат премии Правительства РФ в области науки и техники, Член-корреспондент Российской академии космонавтики им. К. Э. Циолковского:

 В недавнем прошлом он был одним из секретарей ЦК комсомола, который шефствовал над космонавтикой и Звездным городком. Влюблен в космонавтику. У него есть алая майка с надписью «Каюму Муртазаеву в знак вечной дружбы» с автографом Юрия Гагарина. «Вкус жизни» 

## Награды и звания
- Орден Ленина (11.01.1957)
- Орден Октябрьской Революции
- Орден Трудового Красного Знамени (дважды)
- «Заслуженный работник культуры Узбекской ССР»

## Дети
Муртазаев, Акрам Каюмович — советский, узбекский и российский журналист, автор статей и афоризмов, корреспондентом газеты «Правда», «Комсомольской правде», одним из создателей «Новой газеты», шеф-редактором газеты «Новые известия», главный редактор газеты «Московский корреспондент» (до её окончательного закрытия). 2001 — Лауреат премии «Золотое перо» Союза журналистов России «за создание нового жанра» — заголовков-афоризмов.
Муртазаев Ильхом Каюмович - старший сын.
Муртазаев Икрам Каюмович - младший сын.

## Память
- Одна из центральных улиц г. Бухары названа именем К.Муртазаева.